# 소말리아의 역사
소말리아는 아프리카의 뿔에 위치한 나라이다. 이 나라는 고대 세계의 다른 나라들과 상업의 중요한 중심지였고, 대부분의 학자들에 따르면, 이 곳은 전설에 나오는 고대 푼트국의 가장 유력한 장소 중 하나라고 한다. 중세 시대 동안 몇몇 강력한 소말리아 국가들과 항구 도시들이 지역 무역을 지배했고, 모가디슈 술탄국과 아주란 술탄국은 모두 모가디슈를 중심으로 했지만, 바라와와 마르카의 항구 도시들도 마찬가지였다.
19세기 말, 이 왕국들과 일련의 조약을 통해 이탈리아 식민지 제국은 해안 일부를 장악하고 이탈리아령 소말릴란드를 세웠다. 소말리아의 남부 지역에서, 이탈리아인들은 항구도시 메르카 주변에서 소말리아인들과 수십 년 동안 바나디르 저항이라고 불리는 전쟁을 벌였다. 이탈리아는 마제르틴 술탄국과 호비오 술탄국에 대항하여 술탄국의 원정을 성공적으로 수행한 후, 영토의 북동부, 중부, 남부를 완전히 장악했다. 이 점령은 1941년까지 지속되었고, 이후 영국 군사 행정부로 대체되었다.
1950년 이탈리아 통치하의 소말릴란드 신탁통치령이 10년 후 독립을 약속하며 유엔 신탁통치령으로 설립되었다. 영국령 소말릴란드는 명목상 소말릴란드국(현재의 소말릴란드)으로 1960년 신탁통치령과 합병되었다. 이들은 하지 바시르가 이끄는 소말리아 의회 아래 독립 소말리 공화국을 형성했다. 무혈 쿠데타로 정권을 잡은 시아드 바레가 이끄는 최고 혁명 위원회는 1969년 소말리아 민주공화국으로 개명했다. 1991년, 소말리아 내전으로 나라 전체가 분열되었다. 임시, 과도, 연방 정부의 수립에도 불구하고, 소말리아는 소말릴란드가 사실상 독립을 쟁취하는 가운데 여전히 분열되어 있다.

## 선사 시대

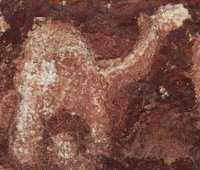
낙타를 묘사한 라즈 겔 단지의 신석기 시대 바위 예술

소말리아는 적어도 도이아 문화와 하르게이산 문화가 번성했던 구석기 시대부터 거주해왔다. 아프리카의 뿔에서 매장된 풍습에 대한 가장 오래된 증거는 기원전 4천년기로 거슬러 올라가는 소말리아의 공동묘지에서 나온다. 베르베라와 하르게이사의 중간쯤 되는 북쪽의 잘렐로 유적지에서 나온 석기들도 1909년에 동서양의 구석기 시대 동안 고고학적 보편성을 입증하는 중요한 유물로 특징지어졌다.
언어학자들에 따르면, 신석기 시대 이후 처음으로 아프로아시아어족을 사용하는 사람들이 나일강이나 근동의 우르헤마트(원래의 고향)에서 이 지역에 도착했다고 한다. 다른 학자들은 아프리카아시아어족이 뿔에 위치하여 발전했고, 그 화자들이 뿔에서 흩어졌다고 주장한다.
소말리아 북서부 하르게이사 외곽에 있는 라즈 겔 동굴 단지는 약 5,000년 전으로 거슬러 올라가는 암석 예술이 있으며 야생 동물과 장식된 소를 모두 묘사하고 있다. 다른 동굴벽화들은 북부 담발린 지역에서 발견되는데, 이 벽화들은 말을 탄 사냥꾼의 초기 묘사 중 하나를 특징으로 한다. 이 암각화는 기원전 1000년에서 3000년까지 거슬러 올라가는 에티오피아-아랍 양식의 독특한 예술이다. 또한 소말리아 북부의 라스 코레이와 엘 아요 마을 사이에는 실제와 신화 속 동물들의 수많은 동굴 벽화가 있는 카리네헤가네가 있다. 각각의 그림은 그 아래에 비문이 있는데, 전체적으로 약 2,500년 된 것으로 추정된다.

## 고대
고대 소말리아에서는 기원전 3천년에서 2천년 사이에 낙타를 길들여 고대 이집트와 북아프리카로 전파했다.

## "이탈리아령 소말릴란드"와 제2차 세계 대전

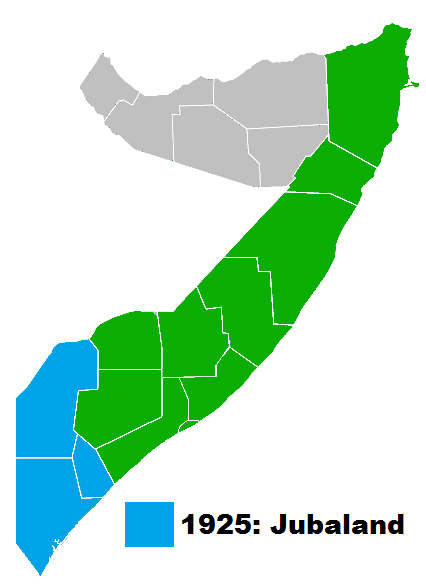
이탈리아령 소말릴란드 지도

1936년 5월 9일, 베니토 무솔리니는 아프리카 오리엔탈 이탈리아나(A.O.I.)라고 칭하고 에티오피아, 에리트레아, 이탈리아령 소말릴란드에 의해 설립되었다. 이탈리아인들은 아디스아바바와 모가디슈 사이의 스트라다 제국 도로와 114km의 모가디슈-빌라브루치 철도와 같은 이 지역의 인프라에 많은 새로운 투자를 했다.
이탈리아령 소말릴란드가 존재하는 동안, 많은 소말리아 군대가 소위 "레지오 코르포 트루페 콜로니얼리"에서 싸웠다. 군인들은 두바트, 자프티에, 반데레골라리로 등록되었다. 제2차 세계 대전 동안 이 부대는 리비아와 에리트레아에서처럼 이탈리아 육군 보병 사단의 일원으로 간주되었다. 자프티에는 이탈리아 총독과 준주 경찰을 위한 의식적인 호위를 제공했다. 1922년에는 이미 1,000명 이상의 그러한 군인들이 있었다. 1941년, 이탈리아령 소말릴란드와 에티오피아에서는 2,186명의 자프티에와 훈련 중인 500명의 신병이 공식적으로 카라비니에리의 일부가 되었다. 이들은 알프레도 세란티 소령이 지휘하는 대대로 편성되어 컬퀄버(에티오피아)를 3개월 동안 지켰고, 이 대대는 연합군에 의해 파괴되었다. 치열한 전투 끝에, 소말리아 군대와 이탈리아 카라비니에리는 영국으로부터 완전한 군사 훈장을 받았다.
1940년 상반기에 소말리아에는 22,000명의 이탈리아인이 살고 있었으며, 식민지와 소말리아인의 생활수준은 동아프리카에서 가장 발달한 지역 중 하나였다. 10,000명 이상의 이탈리아인들이 아프리카 오리엔탈 이탈리아나의 행정 수도인 모가디슈에 살고 있었고, 이탈리아 건축 전통에 따라 새로운 건물들이 세워졌다. 1940년까지 빌라조 두카델리 아브루치(현재의 조하르)의 인구는 12,000명이었으며, 그 중 거의 3,000명이 이탈리아계 소말리아인이었다.
1940년 후반, 이탈리아군은 영국령 소말릴란드를 침공하여 영국군을 몰아냈다. 이탈리아는 또한 모얄레와 부나 주변의 주바랜드와 접한 영국령 동아프리카 보호령의 일부를 점령했다.
무솔리니는 1940년 늦여름 소말리아 지도자들 앞에서 영국령 소말릴란드가 그의 소말리아 총독에게 합병된 후 "대소말리아"를 만들었다고 자랑했다.

## 독립

소말리아 최초의 정당인 소말리아 청년동맹(SIL)의 국기이다.

제2차 세계 대전 동안 영국은 영국령 소말릴란드를 되찾고 이탈리아령 소말릴란드를 정복하여 보호국으로 삼았다. 1945년 11월, 포츠담 회담에서 유엔은 이탈리아령 소말릴란드의 신탁통치를 승인했지만, 소말리아 청년동맹(SYL)과 히즈비아 디질 미리플 소말리아(HDMS)와 소말리아 민족연맹(SNL)은 소말리아가 10년 안에 독립할 것이라고 밝혔다. 영국령 소말릴란드는 1960년까지 영국의 보호령으로 남아있었다.
이탈리아가 유엔의 위임통치령에 따라 영토를 보유할 수 있었던 만큼, 신탁통치 조항은 소말리아인들에게 정치교육과 자치정치에 대한 경험을 쌓을 수 있는 기회를 주었다. 새로운 소말리아 국가로 편입될 예정이었던 영국령 소말릴란드는 갖지 못한 이점들이었다. 1950년대에 영국 식민지 관리들이 다양한 행정 개발 노력을 통해 과거의 소홀함을 만회하려고 시도했지만, 보호령은 정체되었다. 경제 발전과 정치적 경험에서 두 영토 사이의 불균형은 두 지역을 통합해야 할 때가 되면 심각한 어려움을 야기할 것이다. 영국은 소말리아 유목민들이 자치권을 유지할 것이라는 단서를 달았지만, 에티오피아는 즉각 그들에 대한 주권을 주장했다. 이것은 1956년 영국이 반환한 소말리아 땅을 다시 사들이기 위한 실패한 시도를 촉발시켰다. 영국은 또한 새로 형성된 소말리아 공화국에 가입하려는 이 지역 주민들의 압도적인 열망을 보여주는 비공식 국민투표에도 불구하고 거의 소말리아인이 거주하는 북동부주의 관리를 케냐 민족주의자들에게 허용했다.

## 같이 보기
- 아프리카의 역사